# Missa (música)
A missa (latim: culto, missa, enviada) denomina, em português atual, os cultos da igreja católica e das igrejas ortodoxas, mas em latim se refere também a cultos evangélicos. Na música ela é geralmente constituída somente do ordinário[carece de fontes?] da missa, partes que até hoje continuam nas missas e cultos de várias igrejas tradicionais. O Ordinário contém as partes que são literalmente iguais em todas as missas ou cultos, ao contrário do Próprio (leituras, sermão, hinos, etc.) que traz em cada missa ou culto outros textos. Originalmente essas composições foram cantadas para o acompanhamento da Missa, no entanto, a partir do Renascentismo, surgiu a tendência de essas obras se descolarem de seu sentido litúrgico original e passaram a ser apresentadas como concertos em igrejas e teatros. Convém na música compor cinco partes, que são Kyrie, Gloria, Credo, Sanctus e Agnus Dei. Faltam, então, o Pai Nosso e a Bênção final, embora que sejam também parte inalterável da missa. Quase todos os compositores de missas optam pelo texto latim, porém o Kyrie continua em grego.

## Texto

### Kyrie
| Original (grego)                               | Tradução                                                                               |
| ---------------------------------------------- | -------------------------------------------------------------------------------------- |
| Kyrie, eleison Christe, eleison Kyrie, eleison | Senhor, tende piedade de nós Cristo, tende piedade de nós Senhor, tende piedade de nós |

### Gloria
| Original (latim) | Tradução |
| --- | --- |
| Gloria in excelsis Deo et in terra pax hominibus bonae voluntatis. Laudamus te, benedicimus te, adoramus te, glorificamus te, gratias agimus tibi, propter magnam gloriam tuam, Domine Deus, Rex caelestis, Deus Pater omnipotens. Domine Fili unigenite Jesu Christe, Domine Deus, Agnus Dei, Filius Patris, qui tollis peccata mundi, miserere nobis. Qui tollis peccata mundi, suscipe deprecationem nostram. Qui sedes ad dexteram Patris, miserere nobis. Quoniam tu solus sanctus, tu solus Dominus, tu solus altissimus, Jesus Christe, cum sancto Spiritu, in gloria Dei Patris. Amen. | Glória a Deus nas alturas e paz na terra aos homens por ele amados. Senhor Deus, Rei dos céus, Deus Pai todo-poderoso: nós Vos louvamos, nós Vos bendizemos, nós Vos adoramos, nós Vos glorificamos, nós Vos damos graças, por vossa imensa glória. Senhor Jesus Cristo, Filho Unigénito, Senhor Deus, Cordeiro de Deus, Filho de Deus Pai: Vós que tirais o pecado do mundo, tende piedade de nós; Vós que tirais o pecado do mundo, acolhei a nossa súplica; Vós que estais à direita do Pai, tende piedade de nós. Só Vós sois o Santo; só Vós, o Senhor; só Vós, o Altíssimo, Jesus Cristo; com o Espírito Santo, na glória de Deus Pai. Amém. |

### Credo (niceno-constantinopolitano)
| Original (latim) | Tradução |
| --- | --- |
| Credo in unum Deum Patrem omnipotentem, Factorem cæli et terræ, visibilium omnium et invisibilium Et in unum Dominum, Iesum Christum, Filium Dei unigenitum Et ex Patre natum, ante omnia sæcula Deum de Deo, lumen de lumine, Deum verum de Deo vero Genitum, non Factum, consubstantialem Patri: Per quem omnia facta sunt Qui propter nos homines, Et propter nostram salutem, Descendit de cælis Et incarnatus est de Spiritu Sancto, Ex Maria Virgine: et homo factus est Crucifixus etiam pro nobis: Sub Pontio Pilato, Passus et sepultus est Et resurrexit tertia die, Secundum Scripturas Et ascendit in cælum: Sedet ad dexteram Patris Et iterum venturus est cum gloria, Iudicare vivos et mortuos: Cuius regni non erit finis Et in Spiritum Sanctum, Dominum et vivificantem: Qui ex Patre Filioque procedit Qui cum Patre et Filio, Simul adoratur, et conglorificatur: Qui locutus est per Prophetas Et unam, sanctam, catholicam, Et apostolicam Ecclesiam Confiteor unum baptisma, In remissionem peccatorum Et exspecto resurrectionem mortuorum Et vitam venturi sæculi Amen | Creio em um só Deus Pai Todo-Poderoso Criador dos céus e da terra De tudo o que é visível e invisível E no Senhor Jesus Cristo Filho Unigénito de Deus E nascido do Pai antes de todos os séculos Deus de Deus, Luz da Luz Deus verdadeiro do Deus verdadeiro Foi gerado e não criado, consubstancial ao Pai: Por quem tudo foi feito E que, por nós, homens Para nossa salvação Desceu dos céus E encarnou pelo poder do Espírito Santo, Nascendo da Virgem Maria: e fez-se homem. Crucificado também por nós: Sob ordem de Pôncio Pilatos, Padeceu e foi sepultado. E ressuscitou ao terceiro dia Segundo as escrituras. E subiu aos céus Onde está sentado à direita do Pai Voltará novamente com glória, Para julgar os vivos e os mortos, E o seu Reino não terá fim. Creio no Espírito Santo Senhor que dá a vida. Que provém do Pai e do Filho E com o Pai e o Filho É adorado e glorificado: Ele que falou pelos profetas. Creio numa única, santa, católica E apostólica Igreja Confesso único batismo, Para remissão dos pecados E espero pela ressurreição dos mortos E a vida no mundo que há-de vir. Amen. |

### Sanctus
| Original (latim) | Tradução |
| --- | --- |
| Sanctus, Sanctus, Sanctus Dominus, Deus Sabaoth Pleni sunt cæli et terra gloria tua Hosanna in excelsis Benedictus qui venit in nomine Domini Hosanna in excelsis | Santo, Santo, Santo Senhor Deus do Universo O Céu e a Terra proclamam a vossa glória. Hosana nas alturas Bendito o que vem em nome do Senhor Hosana nas alturas |

### Agnus Dei
| Original (latim) | Tradução (missal CNBB) |
| --- | --- |
| Agnus Dei Qui tollis peccata mundi miserere nobis Agnus Dei Qui tollis peccata mundi Miserere nobis Agnus Dei qui tollis peccata mundi Dona nobis pacem | Cordeiro de Deus, que tirais o pecado do mundo, Tende piedade de nós Cordeiro de Deus que tirais o pecado do mundo, Tende piedade de nós Cordeiro de Deus, que tirais o pecado do mundo, dai-nos a paz |

## Compositores
Diferentemente do oratório e da cantata, na missa não há grande distinção entre árias e coros (que podem aparecer em conjunto), e desaparece a figura do recitativo. Algumas missas podem apresentar subdivisões entre as secções, ou mesmo acrescentar outras, mas a estrutura básica mantém-se sempre a mesma.
Algumas das mais importantes missas são a Missa em Si Menor, de Bach, a Missa Nelson, de Haydn, a Grande Missa em dó menor, de Mozart, a Missa Solemnis, de Beethoven, a Petite Messe Solennelle, de Rossini, a Missa di Gloria, de Puccini, a Deutsche Messe, de Schubert, a Missa em Fá Maior, de Bruckner e a Missa Glagolítica, de Janáček (esta, de maneira nada ortodoxa, é cantada em eslavo antigo). Compositores como Palestrina, Charpentier, Bach, Haydn, Mozart, Gounod e Bruckner escreveram um grande número de missas. Michael Haydn compôs mais de 40 missas.
Outra espécie de missa é o Réquiem, a Missa de Defuntos (o Requiem, de Mozart, o Requiem für Mignon, de Schumann, o Requiem, de Verdi, o Réquiem Alemão, de Brahms, o War Requiem, de Britten e o Requiem, de Webber).
Além disso, há obras sobre partes da missa ou outros textos litúrgicos, como o Gloria (Vivaldi e Poulenc), o Magnificat (Bach), o Te Deum (Charpentier, Purcell, Haydn, Mozart, Nunes Garcia, Berlioz e Bruckner), o Stabat Mater (Vivaldi, Pergolesi, Rossini e Dvořák) e o Exsultate, jubilate (Mozart), entre outros.